# 萨希瓦尔县

所在位置

萨希瓦尔县(乌尔都语: ضلع ساہیوال)，巴基斯坦旁遮普省的一个县，位于该省中部。总人口1,843,194(1998)，16.27% 位于市区。行政中心位于萨希瓦尔。

## 行政区划
萨希瓦尔县辖有531个村。